# Ciuciur, Smolean
Ciuciur (în bulgară Чучур) este un sat în comuna Smolean, regiunea Smolean,  Bulgaria. 

## Demografie
Componența etnică a satului Ciuciur
     Nicio identificare (100%)
     Altele (0%)
La recensământul din 2011, populația satului Ciuciur era de 1 locuitori. . Pentru 100,0% din locuitori nu este cunoscută apartenența etnică.